# Kami-sama no Memo-chō
Kami-sama no Memo-chō (神様のメモ帳?) es una serie de novelas ligeras japonesas escritas por Hikaru Sugii, con ilustraciones de Mel Kishida. El primer volumen se publicó en enero de 2007, y hasta julio de 2011, siete volúmenes han sido publicados por ASCII Media Works bajo la imprenta Dengeki Bunko. Una adaptación de manga ilustrada por Tiv comenzó la serialización en agosto de 2010 en la revista Dengeki Daioh de ASCII Media Works. Una adaptación al anime comenzó a emitirse en Japón en julio de 2011.

## Personajes
Alice (アリス?) / Yūko Shionji (紫苑寺有子 Shionji Yūko?)
Voz por: Minako Kotobuki (CD Drama), Yui Ogura (anime)
Una misteriosa chica que sufre un insomnio severo y vive en el tercer piso sobre la tienda de ramen Hanamaru. Su edad se desconoce, pero parece una niña de 12 o 13 años de edad. Es pequeña, pálida y posee una larga cabellera negra. Se hace llamar Alice (una lectura mixta de los kanji de Yuko) y es una "detective NEET". Es un hikikomori y una genio. Su dieta se basa casi únicamente en Dr Pepper y Ramen sin fideos. Siempre lleva pijama y normalmente suele estar rodeada de un montón de osos de peluche. Es el cerebro del equipo de detectives NEET y reúne información para resolver los casos con su ordenador portátil sin salir de su dormitorio.
Narumi Fujishima (藤島鳴海 Fujishima Narumi?)
Voz por: Atsushi Abe (CD Drama), Yoshitsugu Matsuoka (anime)
El principal protagonista. Es un común estudiante de secundaria de 16 años de edad. Vive con su hermana mayor y debido a las transferencias de varias escuelas se ha vuelto introvertido. Él se introduce en Hanamaru por su compañera Ayaka, donde conoce a Min (la dueña de la tienda), Alice, y los miembros del equipo de detectives NEET.
Ayaka Shinozaki (篠崎彩夏 Shinozaki Ayaka?)
Voz por: Yōko Honda (CD Drama), Ai Kayano (anime)
Compañera de Narumi. Es una chica muy activa y alegre. Trabaja a medio tiempo en una tienda de ramen llamada Hanamaru. Es el único miembro del club de jardinería, y hace que Narumi se una a ella, empezando una amistad con él. Poco después, misteriosamente, salta desde el techo de la escuela hiriéndose y entra en coma. Esto motiva a Narumi hacer una petición de Alice: averiguar por qué saltó desde el techo. Con el tiempo recupera la conciencia, pero sufre amnesia y no recuerda nada de Narumi.
Tetsu (テツ?) / Tetsuo Ichinomiya (一宮哲雄 Ichinomiya Tetsuo?)
Voz por: Kenji Takahash (CD Drama), Masaya Matsukaze (anime)
Uno de los miembros del equipo de detectives NEET. Exboxeador y adicto al juego, le encantan los juegos de dados y las carreras de caballos. Abandonó la escuela secundaria Narumi y tiene conexiones con la policía local.
Shōsa (少佐?) / Mukai Hitoshi (向井均 Hitoshi Mukai?)
Voz por: Nouhiko Okamoto (CD Drama), Kouki Miyata (anime)
Uno de los miembros del equipo de detectives NEET. Es un estudiante de la universidad, pero su apariencia es de un niño de escuela primaria. Rara vez asiste a clases y esta en la biblioteca universitaria. Es un otaku militar que pasa la mayor parte del tiempo jugando juegos de supervivencia, siempre usa ropa de camuflaje modelo con armas. Experto en dispositivos de espionaje.
Hiro (ヒロ?) / Hiroaki Kuwabara (桑原宏明 Kuwabara Hiroaki?)
Voz por: Junji Majima (CD Drama), Takahiro Sakurai (anime)
Yondaime (四代目?) / Sōichirō Hinamura (雛村壮一郎 Hinamura Sōichirō?)
Voz por: Kenta Miyake (CD Drama), Daisuke Ono (anime)
Él es el cabeza y uno de los miembros fundadores de un grupo yakuza de jóvenes NEET llamado Hirasaka-gumi. Tiene un aspecto feroz y una actitud violenta. A menudo le tiende una mano a los casos de Alice. También es bueno en las artes textiles y responde a las llamadas de Alice cuando uno de sus osos de peluche necesita reparación.

## Medios

### Novelas ligeras
Las novelas ligeras de Kami-sama no Memo-chō están escritas por Hikaru Sugii, con ilustraciones de Mel Kishida. El primer volumen se publicó en enero de 2007 bajo la imprenta Dengeki Bunko de ASCII Media Works, hasta el 10 de septiembre de 2011, ocho volúmenes han sido publicados.
| Núm. | Fecha de publicación     | ISBN                   |
| ---- | ------------------------ | ---------------------- |
| 1    | 25 de enero de 2007      | ISBN 978-4-8402-3691-1 |
| 2    | 25 de junio de 2007      | ISBN 978-4-8402-3888-5 |
| 3    | 10 de junio de 2008      | ISBN 978-4-04-867097-5 |
| 4    | 10 de julio de 2009      | ISBN 978-4-04-867910-7 |
| 5    | 10 de mayo de 2010       | ISBN 978-4-04-868543-6 |
| 6    | 10 de febrero de 2011    | ISBN 978-4-04-870272-0 |
| 7    | 10 de julio de 2011      | ISBN 978-4-04-870691-9 |
| 8    | 10 de septiembre de 2011 | ISBN 978-4-04-870810-4 |

### CD Drama
Tres CD drama se han producido por Lantis. El primero, titulado Oshare Sagi-shi no Matsuro (おしゃれサギ師の末路?) lanzado el 8 de julio de 2009, el segundo, titulado Utahime no Kiken na Angle (歌姫の危険なアングル?) publicado el 7 de mayo de 2010. El tercero, lanzado luego de la emisión del anime, fue titulado Shutter Chance no Uragawa (シャッターチャンスの裏側?) y lanzado el 9 de noviembre de 2011, utilizando las mismas voces que la versión animada.

### Manga
Una adaptación del manga ilustrado por tiv comenzó la serialización en agosto de 2010 de la revista de manga Dengeki Daioh de ASCII Media Works. El primer volumen tankōbon fue lanzado el 27 de marzo de 2011 bajo Dengeki Comics de ASCII Media Works.

### Anime
Una adaptación al anime fue anunciado en febrero de 2011. Se emitió entre el 2 de julio y el 24 de septiembre de 2011 con J.C. Staff a cargo de la animación.

#### Lista de episodios
| #  | Título                                                                                | Estreno                  |
| -- | ------------------------------------------------------------------------------------- | ------------------------ |
| 01 | «Kanojo ni Tsuite Shitteiru Ni, San no Kotogara» (彼女について知っている二、三の事柄) | 2 de julio de 2011       |
| 02 | «Kimi to Ryokō Kaban» (君と旅行鞄)                                                    | 16 de julio de 2011      |
| 03 | «Boku ga Futari ni Dekiru Koto» (僕が二人にできること)                                | 23 de julio de 2011      |
| 04 | «Hanamaru Sūpu Tenmatsuki» (はなまるスープ顛末記)                                     | 30 de julio de 2011      |
| 05 | «Aitsu wa Ore o Shitte Iru» (あいつは俺を知っている)                                  | 6 de agosto de 2011      |
| 06 | «Boku wa Makesō da» (僕は負けそうだ)                                                  | 13 de agosto de 2011     |
| 07 | «Boku ni Dekiru Subete» (僕にできるすべて)                                            | 20 de agosto de 2011     |
| 08 | «Boku wa Unmei o Shinjinai» (僕は運命を信じない)                                      | 27 de agosto de 2011     |
| 09 | «Ano Natsu no 21-kyū» (あの夏の21球)                                                  | 3 de septiembre de 2011  |
| 10 | «Kimi nitsuite» (きみについて)                                                        | 10 de septiembre de 2011 |
| 11 | «Boku no Kakera» (ぼくのかけら)                                                       | 17 de septiembre de 2011 |
| 12 | «Kimi to Boku to Kanojo no Koto» (君と僕と彼女のこと)                                 | 24 de septiembre de 2011 |

## Recepción
Hasta julio de 2011, las novelas ligeras han vendido más de 1.000.000 copias en Japón. La novela ligera ha clasificado en el puesto número 10 en el año 2011 en el libro anual Kono Light Novel ga Sugoi! de Takarajimasha.